# Сансеполькро
Сансеполькро (італ. Sansepolcro) — муніципалітет в Італії, у регіоні Тоскана,  провінція Ареццо.
Сансеполькро розташоване на відстані близько 190 км на північ від Рима, 80 км на схід від Флоренції, 25 км на північний схід від Ареццо.
Населення — 16 012 осіб (2014).
Щорічний фестиваль відбувається 27 грудня. Покровитель — Іван Богослов.

## Демографія
Населення за роками:

Станом на 1 січня 2023 року в муніципалітеті офіційно проживали 1633 іноземці з 73 країн, серед них 387 громадян країн Євросоюзу та 54 громадяни України.

## Сусідні муніципалітети
- Анг'ярі
- Бадія-Тедальда
- Борго-Паче
- Читерна
- Читта-ді-Кастелло
- П'єве-Санто-Стефано
- Сан-Джустіно